# Баньоло-Сан-Віто
Баньоло-Сан-Віто (італ. Bagnolo San Vito, п'єм. Bagnolo San Vito) — муніципалітет в Італії, у регіоні Ломбардія, провінція Мантуя.
Баньоло-Сан-Віто розташоване на відстані близько 380 км на північ від Рима, 140 км на схід від Мілана, 12 км на південний схід від Мантуї.
Населення — 6000 осіб (2014).

## Демографія
Населення за роками:

Станом на 1 січня 2023 року в муніципалітеті офіційно проживало 636 іноземців з 37 країн, серед них 164 громадяни країн Євросоюзу та 22 громадяни України.

## Уродженці
- Вільям Негрі (*1935 — †2020) — італійський футболіст, воротар, згодом — футбольний тренер.

## Сусідні муніципалітети
- Борго-Вірджиліо
- Мантуя
- Ронкоферраро
- Сан-Бенедетто-По
- Сустіненте